# Paprika

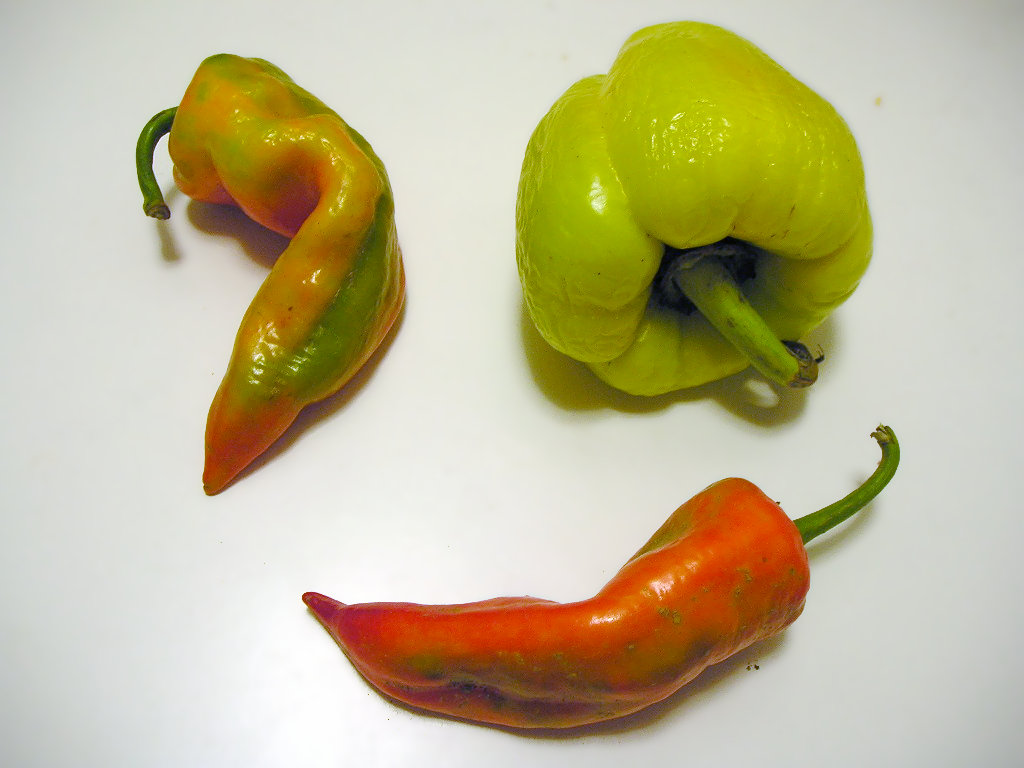
Diverses formes dels pebrots per a fer paprika.

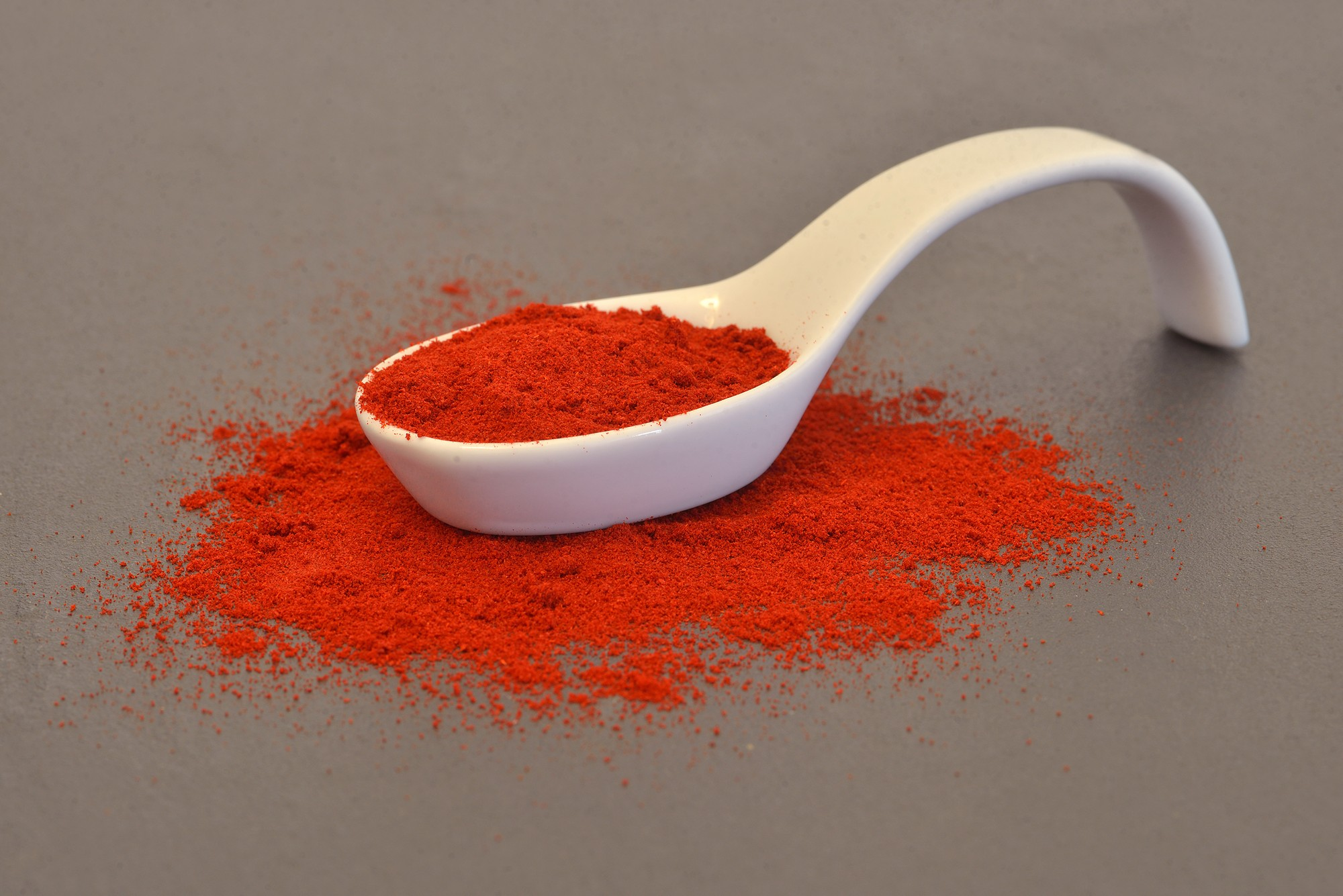
Pimentón espanyol

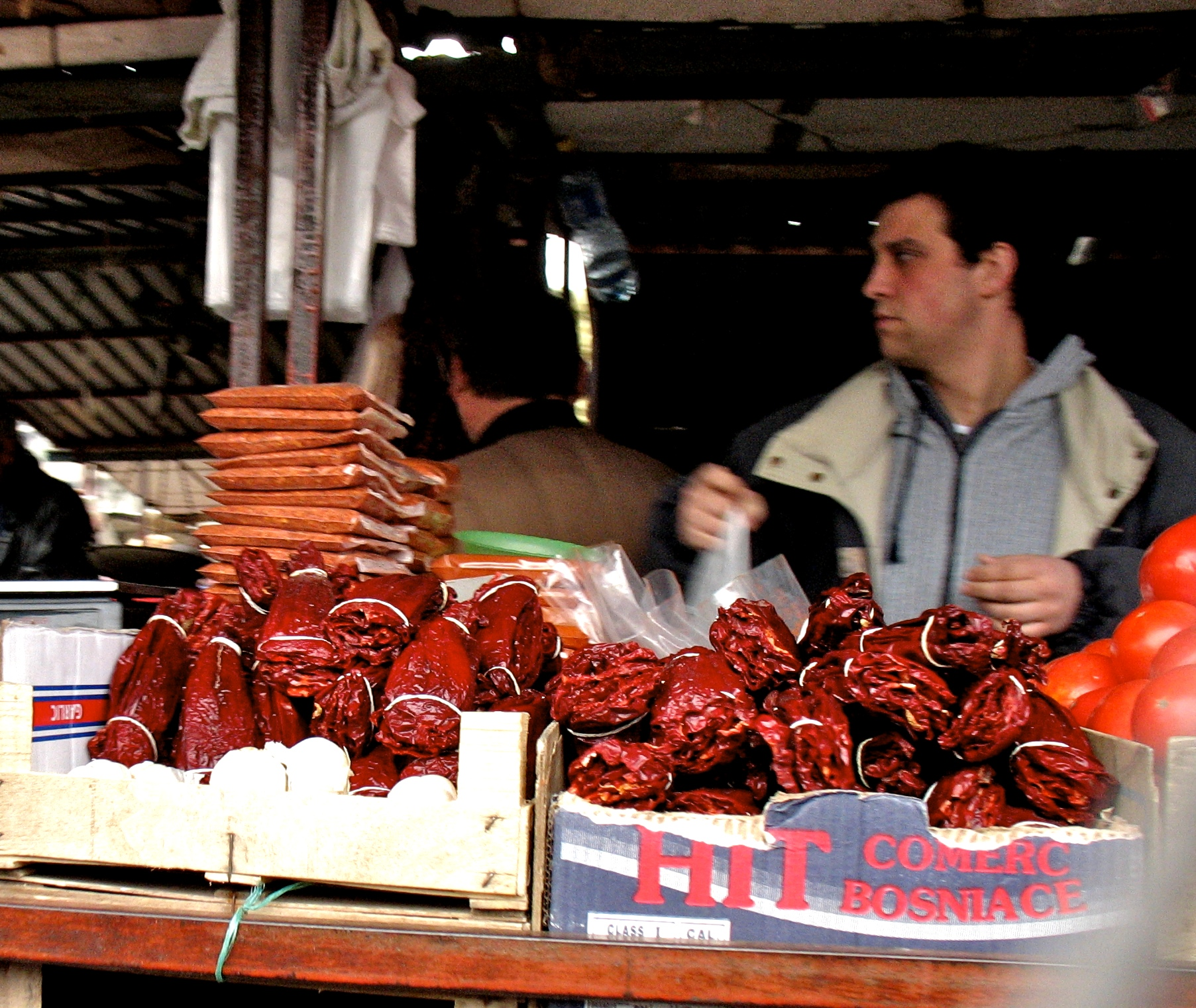
Paprika envasat.

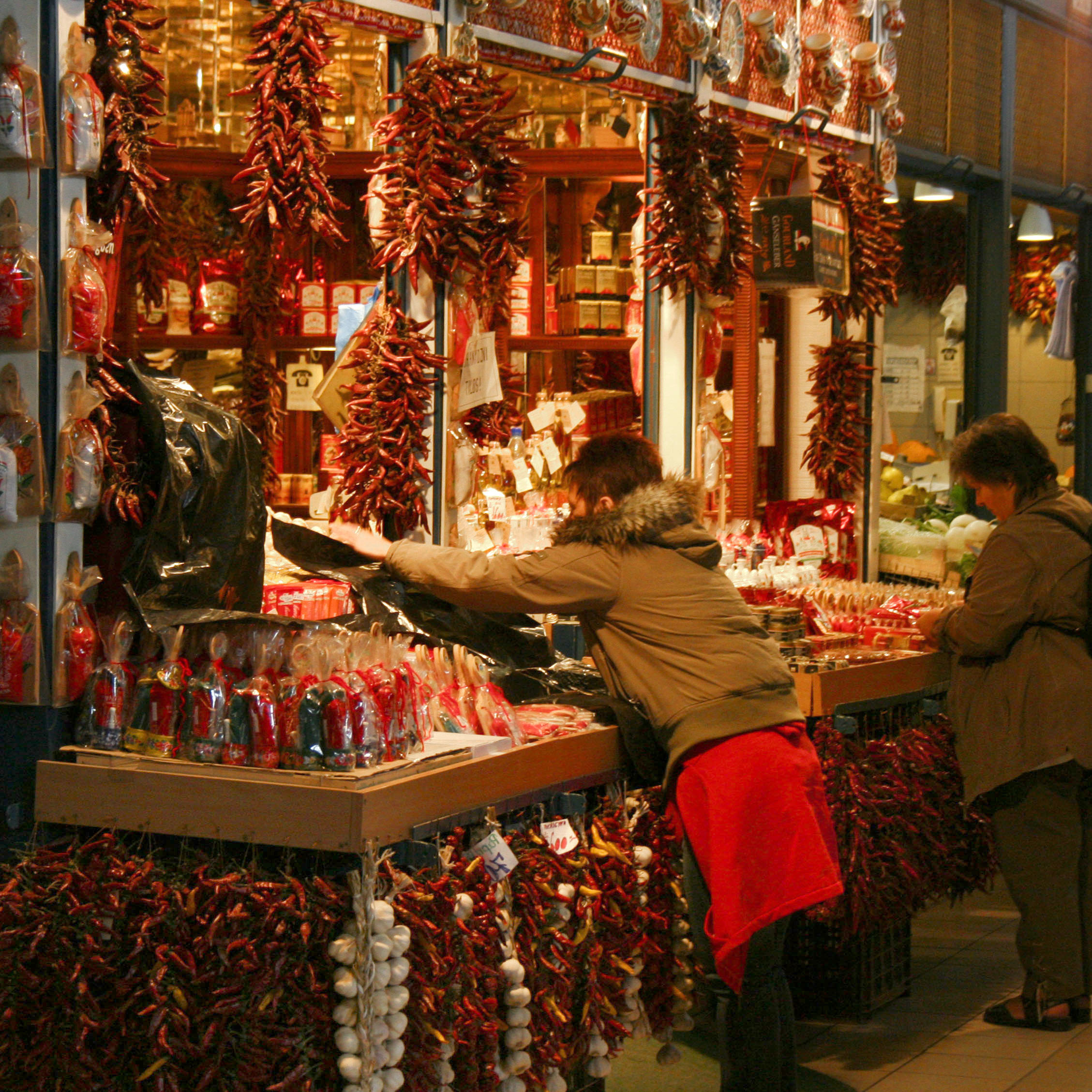
Paprika al Gran Mercat de Budapest

Paprika és una mena de pebre vermell, típic d'Hongria, obtingut del fruit dessecat d'algunes varietats de pebrot (Capsicum annuum). És una espècia feta molent els fruits secs del pebrot. Es fa servir en molts plats per a donar color i gust. Les paprikes poden anar de dolces a picants.

## Etimologia
Sembla que deriva de la paraula hongaresa o serbocroata paprika que siginifica pebre. En hongarès paprika és el diminutiu de papar, derivat del llatí piper o en grec modern piperi. En català el paprika és el mateix que pebre vermell.

## Ús
A Hongria es classifica el paprika en tres graus principals:
- Estemonès Paprika : dolç,
- Félédes Gubyas Paprika : intermediari,
- Rezza Paprika: picant, o fins i tot molt coent.

La classificació més completa és la següent:
- Különleges el més suau i dolç amb el color roig brillant.
- Csípősmentes csemege suau i de gust ric amb color de roig fosc a roig pàl·lid.
- Csemegepaprika similar a l'anterior però més picant.
- Csípős Csemege, Pikáns molt més picant.
- Rózsa (rosa) color pàl·lid, aroma fort i picant suau.
- Édesnemes (dolç noble). el més comunament exportat; de color roig brllant i lleugerament picant.
- Félédes (semidolç), mescla de paprikes suaus i picants.
- Erős (fort) de color marró, és la paprika més picant.[4]

Els Països Baixos són els principals productors i ddistribuïdorsde paprika.
El paprika es pot usar amb henna per donar un tint vermellós als cabells.

## Nutrició
Els pebrots que es fan servir per a fer paprika són molt rics en vitamina C un fet descobert l'any 1932 pel premi Nobel hongarès Albert Szent-Györgyi. Gran part d'aquesta vitamina C roman al paprika que en conté més que el suc de llimona.
La paprika té gran contingut en altres antioxidants, en conté un 10% del nivell de la fruita açaí.